# Thunderstone
Thunderstone — финская англоязычная пауэр-метал-группа, образованная в 2000 году в Хельсинки гитаристом Нино Лауренне.

## История
Thunderstone был создан в начале 2000 года как сайд-проект бывшим гитаристом спид/треш-метал группы Antidote Нино Лауренне (Nino Laurenne). Первая демозапись была записана в персональной студии Нино Sonic Pump Studios. Осознав весь потенциал проекта, Нино принял решение о создании полноценной группы. На роль басиста был приглашен коллега Нино по Antidote Титус Хельм (Titus Hjelm), который также занимался бэк-вокалом. Вокалистом стал Паси Рантанен (Pasi Rantanen), место за ударной установкой занял Мирка Рантанен (Mirka Rantanen). Летом 2001 года в группу пришел клавишник Кари Торнак (Kari Tornack), дополнившим Thunderstone до квинтета. После записи первого демо, группу заметил лейбл Nuclear Blast, который, в свою очередь, не замедлил предложить музыкантам контракт.
В 2002 году группа выпускает одноименный дебютный альбом, записанный в Sonic Pump Studios, с Нино в роли продюсера, смикшированный Микко Кармилой (Mikko Karmila), ранее работавшим с Amorphis и Children of Bodom, в студии Finnvox. На композиции Like Father, Like Son в качестве гостя отметился Тимо Толкки (Timo Tolkki), старый друг Нино, в своё время преподавший ему первый урок игры на гитаре. Обложку создал известный немецкий художник Томас Эвехард (Thomas Ewerhard), оформлявший альбомы Hypocrisy, Sodom и Destruction. Новоиспеченной группе удалось завоевать позиции в нескольких топах альбомов за 2002 год. В 2003 году Thunderstone был признан читателями Rock Hard Magazine «Открытием года». Группа отметила свои достижения масштабным туром по Европе в компании Stratovarius и Symphony X.
После окончания европейского турне, Thunderstone вернулись в студию Sonic Pump, чтобы записать свой второй альбом, The Burning, с участием гитариста Symphony X Майкла Ромео (Michael Romeo). При поддержке клипа, снятого на песню Until We Touch The Burning Sun, попавшего в ротацию финского телевидения, альбом взлетел на 13 место чартов в Финляндии. Из-за отмены совместного турне с Iced Earth, в связи с травмой лидера группы, Джона Шаффера (Jon Schaffer), чтобы сохранить свои позиции и прогресс группы, Thunderstone отправились в тур с Axel Rudi Pell, во время которого они выступали и на знаменитом метал-фестивале Wacken Open Air в Германии.
Третий альбом Thunderstone — Tools Of Destruction, увидел свет в 2005 году. Сингл Tool Of The Devil, занял 3 место в финских чартах. В поддержку альбома было отыграно несколько концертов в Финляндии. Впервые группа поехала в европейское турне в качестве хедлайнера, при поддержке Crystal Ball.
После короткого перерыва, осенью 2006 года, группа начинает работу над четвёртым альбомом. В том же году состоялся первый визит Thunderstone в США. В октябре группу пригласили принять участие в национальном отборочном туре конкурса Евровидение. Нисколько не смутившись новому формату, Thunderstone дали согласие. Thunderstone заняли второе место по итогам голосования, уступив лишь победительнице местных конкурсов Ханне Пакаринен (Hanna Pakarinen). Участие в конкурсе закончилась выпуском двух синглов: 10 000 Ways и Forevermore/Face In The Mirror, каждый из которых занял 3 место в финском чарте синглов. Наконец, в марте 2007 года, был выпущен Evolution 4.0. Evolution продемонстрировал темную сторону Thunderstone, со своим утяжеленным звучанием, и отходом от power metal, доминирующего на ранних релизах. Альбом занял 10 место национального чарта Финляндии. В поддержку альбома последовало турне по Финляндии и выступление на летних фестивалях.
В августе 2007 все было готово к совместному турне по Европе со шведскими коллегами Nocturnal Rites, когда из группы были неожиданы исключены Паси Рантанен и Кари Торнак. Причинами были объявлены «музыкальные разногласия» и «отсутствие мотивации» со стороны уволенных. В сложной ситуации было принято решение не разочаровывать фанов и отыграть запланированное турне. На время тура место вокалиста занял Томми «Тупле» Салмела (Tommi «Tuple» Salmela), из Tarot, в котором он поет совместно с Марко Хиетала (Marco Hietala). На роль клавишника был приглашен Юкка Каринен (Jukka Karinen).
Временный состав послужил причиной множества слухов, конец которым был положен в феврале 2008, объявлением нового состава. Вокал был поручен Рику Альтзи (Rick Altzi). Юкка, отыграв с группой весь тур, остался оператором клавиш на постоянной основе.
В июле 2008 года группа начала запись своего пятого альбома. Назначенный изначально на весну 2009, выход альбома был перенесен на сентябрь, в связи с необходимостью доработки. Озаглавленный как «Dirt Metal», адьбом выходит 9 сентября 2009 года на Sony Music Finland.
18 и 19 апреля 2009 года в Москве и Санкт-Петербурге прошли совместные выступления «Thunderstone» и российской пауэр-метал-группы «Эпидемия». На этих концертах коллективы, помимо прочего, исполнили по одной песне друг друга. 10 и 11 декабря 2010 года в Москве и Санкт-Петербурге прошло ещё одно совместное выступление группы «Thunderstone» и группы «Эпидемия».
В августе 2013 года вокалист Паси Рантанен вернулся в состав Thunderstone.

## Евровидение
Группа попала в финал финского отборочного тура на конкурс песни Евровидение в 2007 году и заняла второе место, получив 33 % голосов.

## Состав
- Паси Рантанен — Вокал (2000—2007, 2013 — по настоящее время)
- Нино Лауренне — Гитара и бэк-вокал
- Титус Хьельм — Бас-гитара и бэк-вокал
- Юкка Каринен — Клавиши
- Аттэ Палокангас — Ударные

### Бывшие участники
- Рик Альтзи — Вокал (2008—2013)
- Кари Томак — Клавиши (2001—2007)
- Мирка Рантанен — Ударные

## Дискография
- 2002 — Thunderstone
- 2004 — The Burning
- 2005 — Tools of Destruction
- 2007 — Evolution 4.0
- 2009 — Dirt Metal
- 2016 — Apocalypse Again